# اردوگاه یرموک
اردوگاه یرموک (به عربی: مخیم الیرموک) یک منطقهٔ مسکونی فلسطینی‌نشین در دمشق پایتخت سوریه است. این منطقه یک «اردوگاه آوارگان غیررسمی» است که در سال ۱۹۵۷ تأسیس شد. در آن زمان این منطقه خارج از شهر دمشق قرار داشت اما اکنون در محدوده شهرداری دمشق و در فاصله حدود ۸ کیلومتر مرکز شهر است. یرموک ۲٫۱۱ کیلومترمربع مساحت و ۱۳۷٬۲۴۸ نفر جمعیت دارد که ۱۱۲٬۵۵۰ نفر از آنها آوارگان فلسطینی هستند.
کنترل این منطقه از سوی دولت سوریه به گروه سیاسی-نظامی به جبهه خلق برای آزادی فلسطین – فرماندهی کل واگذار شده بود اما در اول آوریل ۲۰۱۵ تروریست‌های (داعش) کنترل آن را به دست گرفتند که بعد از گذشت سه سال به دست نیروهای مردمی سوریه آزاد شد.

## جنگ داخلی سوریه
از اواخر سال ۲۰۱۲ در آغاز جنگ داخلی سوریه این اردوگاه شاهد درگیری‌های شدید میان ارتش آزاد سوریه (مخالف دولت اسد) و متحدان فلسطینی آن در مقابل نیروهای جبهه مردمی برای آزادی فلسطین - فرماندهی کل با حمایت ارتش سوریه بود که باعث تخریب گسترده در آن شد. در ۵ دسامبر نبردی خونینی بین این دو گروه در یرموک درگرفت که در ۱۷ دسامبر به پیروزی شورشیان و فرار احمد جبرئیل رهبر سازمان به شهر طرسوس منجر شد. گزارش شده که بسیاری از نیروهای جبهه خلق نیز در جریان این حوادث از این سازمان جدا شده و به جمع شورشیان پیوسته‌اند. پس از این حوادث احمد جبرئیل به دلیل ایجاد جنگ داخلی بین فلسطینیان مورد انتقاد گروه‌های فلسطینی قرار گرفت و از مجلس ملی فلسطین اخراج شد.
ارتش سوریه از ژوئیه ۲۰۱۳ به محاصره اردوگاه اقدام کرد و ۱۸ هزار آواره فلسطینی در آن به دام افتادند. رئیس آنروا (آژانس امدادرسانی سازمان ملل) که در اوایل ماه مه ۲۰۱۴ بعد از گذشت هشت ماه از آغاز محاصره برای توزیع کمک‌های بشردوستانه وارد اردوگاه شده بود در مورد حجم تخریب در این منطقه گفته بود: «ویرانی باورنکردنی بود. حتی یک ساختمان را هم ندیدم که مخروبه نشده باشد و همهٔ آن‌ها با دود سیاه شده بودند.» او از دیدن ساکنان اردوگاه بیشتر شوکه شده بود: «آنها شبیه ارواح شده بودند. آن‌ها نه تنها به غذا، دارو و آب سالم دسترسی نداشتند بلکه دچار وحشت کامل بودند و به سختی می‌توانستند صحبت کنند».
محاصره حدود یک سال بعد پایان یافت. اما در اول آوریل ۲۰۱۵ نیروهای داعش این اردوگاه را به تصرف خود درآوردند.